# بلاك سوان بي تي اس
بلاك سوان أو Black Swan (بالعربية: البجعة السوداء) هي أغنية أنشأتها فرقة الشبان الكورية الجنوبية «بي تي إس» من ألبومهم الكوري الرابع خريطة الروح:7 (2020). كتب الأغنية آرإم، أوكست ريكو، فينس نانت، كلايد كيلي وبيدوغ، كما أشرف بيدوغ على الإنتاج أيضاً. صدرت في 17 يناير 2020 إذ أصدرتها «Big Hit Entertainment» أولًا قبل الألبوم. وُصفت الأغنية بأنها إيمو هيب هوب تضم الراب السحابي ودقات الطبل. استُخدمت في الأغنية آلة الغيتار من نوع لو في إذ تحتوي على رابط جذاب. إن كلمات الأغنية قابلة للتأمل إذ نجد «بي تي إس» فنانين يعترفون بخوفهم من فقدان شغفهم بالموسيقى.
تلقت «بلاك سوان» إشادة عامة من نقاد الموسيقى بسبب كلماتها الصادقة والصريحة وإنتاجها السخي، وقورنت بأغنية الفرقة Fake Love» (2018)». ظهرت الأغنية لأول مرة في المركز السابع على مخطط «Gaon» الرقمي في كوريا الجنوبية والمركز الأول على مخطط مبيعات الأغاني الرقمية العالمية في بيلبورد الولايات المتحدة. وأيضًا ظهرت في المركز 46 على المخطط الفردي للمملكة المتحدة، والمركز 57 على مخطط بيلبورد لأفضل 100 أغنية في الولايات المتحدة، إضافةً إلى دخولها مخططات قياسية أخرى في عدة مناطق.
صدر مقطعان مصوران، كانا مستوحيين من فيلم دارين أرونوفسكي لعام (2010) الذي يحمل الاسم ذاته، وهو من إخراج يونغ سيوك تشوي من لومبنز. عُرض الفيديو الأول في نفس وقت إصدار الأغنية المنفردة على شكل فيلم فني، تضمن عرضًا تفسيريًا عن الرقصة لفرقة الرقص الحديثة «MN Dance Company»، التي مقرها في سلوفينيا. أما الفيديو الثاني فقد صدر دون أي إعلان مسبق، إذ وُجدت صعوبة في تصميم الرقصة التي كانت تصور تحول «بي تي إس» إلى بجعات سوداء على خشبة المسرح. كان الظهور الأول لـ«بلاك سوان» في برنامج «The Late Late Show with James Corden»، وحظي ظهورها الأول بتعليقات إيجابية من نقاد الموسيقى الذين أشادوا بأداء الفرقة الحماسي وتصميم الرقصة المعقد. وبعد إصدار الألبوم روجت فرقة «بي تي إس» للأغنية من خلال العروض المباشرة في العديد من البرامج الكورية ومنها «M! Countdown» و«Music Bank» و«Inkigayo».
بعد إطلاقهم للعرض الموسع السادس من البومهم Map of the Soul:Persona، قررت فرقة «بي تي إس» أخذ فترة راحة من أجل استعادة طاقتهم وإعادة تقديم أنفسهم من جديد بوصفهم موسيقيين ومبدعين والاستمتاع بحياتهم شبانًا في العشرينيات. في يناير 2020، أعلنت الفرقة عن عودتها للموسيقى بإصدار ألبومهم الكوري الرابع «Map of the Soul:7»، في 21 فبراير. وضعوا خطة العودة في الثامن من يناير 2020، وكشفوا أيضًا عن جدول مقسم إلى أربعة أقسام، وتضمنت الخريطة العديد من التواريخ ومنها تواريخ إصدار الأغاني المفردة. كُشف عن تفاصيل الأغنية الأولى ومنها الاسم والعمل الفني بالتزامن مع إصدار الأغنية، فصدرت «بلاك سوان» بوصفها أول أغنية في الألبوم، إذ أصدرتها «Big Hit Entertainment» في 17 يناير 2020. كتب الأغنية أرام، أوكست ريكو، فينس نانت، كلايد كيلي وبيدوغ. وأنتجها بيدوغ ودمجها كل من دي جي ريجينز، جايسين جوشوا، جايكوب ريتشاردز، وماكس سيبرغ. صدرت الأغنية بعد أسبوع فقط من الإطلاق للأغنية المنفردة «Interlude: Shadow» من الألبوم والتي يؤديها عضو الفرقة شوقا. صدرت الأغنية بالتوافق مع مشروع الفن العام العالمي للفرقة، يجمع فرقة «بي تي إس» مع 22 فنانًا معاصرًا من جميع أنحاء العالم لتنظيم الأعمال مع فرقة «بي تي إس».

## ما وراء الأغنية والإصدار
«لقد بكيت أثناء كتابة بلاك سوان، لأنني تذكرت كل المصاعب التي واجهناها. وبالنظر إلى الوراء، رأيت 6 أشخاص وقفوا إلى جانبي دائماً. نحن فقط أشخاص عاديون نحاول القيام بأفضل ما لدينا»
آرإم في تصريح خلال المؤتمر الصحفي لإطلاق ألبوم Map Of The Soul: 7
بعد إطلاقهم لألبوم Map of the Soul:Persona في 2019، قررت فرقة بي تي إس في أثناء جولة لوف يورسيلف العالمية أخذ فترة راحة من أجل «استعادة طاقتهم وإعادة تقديم أنفسهم من جديد بوصفهم موسيقيين ومبدعين» و «الاستمتاع بحياتهم شبانًا في العشرينيات». وفي يناير 2020، أعلنت الفرقة عن عودتها بإصدار ألبومهم الكوري الرابع «Map of the Soul:7»، وفي 21 فبراير. تم إصدار «خريطة عودة» كاشفةً عن جدول عودة بي تي إس مُقسماً إلى أربعة فترات. تضمنت الخريطة تواريخ عدة ومن ضمنها تواريخ إصدار الأغاني المنفردة (singles) في الألبوم. وتفاصيل عن الأغنية المنفردة الأولى «بلاك سوان» متضمنة عنوانها وتصميمها الفني. أصبحت بلاك سوان متوفرة للاستماع والتحميل الرقمي في 17 يناير 2020 من قِبل Big Hit Entertainment. تمت كتابة الأغنية من قِبل آرإم، أوغست ريغو، فينس نانت، كلايد كيلي وبيدوغ، كما أُنتجت الأغنية من قبل بيدوغ أيضاً. تم إصدار الأغنية بعد أسبوع من إصدار الفرقة للأغنية التشويقية Interlude: Shadow المُغنّاة من قِبل شوقا. وكان الإصدار بالتزامن مع مشروع الفرقة الفني العالمي: Connect, BTS. الذي جمع 22 فناناً معاصراً من حول العالم ممن قاموا بأعمال تتناسب وتعبر عن فلسفة بي تي إس

### كلمات الأغنية والتلحين
تم وصف بلاك سوان على أنها أغنية من نوع إيمو هيب هوب وإيقاعها مستوحى من أسلوب أيقاعات الطبل المعروف ب trap drum beat ممزوجةً بأسلوب الراب سحابي، كما تمتاز الأغنية بجاذبيتها وسهولة تذكر لحنها بما أن الأغنية مبنية على لحن موسيقى متكرر خلال الأغنية بأكملها. بعض النقاد عرّف الأغنية على أنها بالاد آر أند بي. تم تلحين الأغنية في المفتاح الموسيقي D minor بإيقاع 147 دقة في الدقيقة وطولها 3 دقائق و18 ثانية. تم إصدار نسختين من الأغنية، نسخة استوديو وهي المتوفرة للاستماع على المنصات الموسيقية وللتحميل الرقمي ونسخة أوركسترا أُصدرت مع الفيلم الفني. نسخة الأوركسترا تتضمن أصوات الأعضاء أكابيلا فوق قطعة موسيقية «خام» و «غنية بآلات الكمان». المزيج بين إيقاع ال trap واللحن «الحزين/الكئيب» أثناء الإنتاج كان الهدف منه خلق جو «شاعري ومؤرق»

### تاريخ الإصدار
| المكان | التاريخ       | الصِيغ                             | الشركة             | مصدر. |
| ------ | ------------- | --------------------------------- | ------------------ | ----- |
| عالمياً | 17 يناير 2020 | - تحميل رقمي - استماع (streaming) | بيغ هيت إنترتينمنت | مصدر  |

### الأداء في المخططات العربية
بالإضافة إلى أداء بلاك سوان الضخم في المخططات العالمية وأرقام المبيعات والاستماعات حول العالم. بلاك سوان حققت المركز الأول في ايتونز جميع الدول العربية المتوفر فيها مخطط ايتونز:
| الدول العربية المتوفر فيها متجر ايتونز | الدولة   | المركز |
| -------------------------------------- | -------- | ------ |
| الدول العربية المتوفر فيها متجر ايتونز | البحرين  | #1     |
| الدول العربية المتوفر فيها متجر ايتونز | مصر      | #1     |
| الدول العربية المتوفر فيها متجر ايتونز | الأردن   | #1     |
| الدول العربية المتوفر فيها متجر ايتونز | عمان     | #1     |
| الدول العربية المتوفر فيها متجر ايتونز | قطر      | #1     |
| الدول العربية المتوفر فيها متجر ايتونز | السعودية | #1     |
| الدول العربية المتوفر فيها متجر ايتونز | الإمارات | #1     |